# Liste des communes de la métropole de Lyon
Pour les communes du département du Rhône, voir Liste des communes du Rhône.
Pour les autres listes de communes françaises, voir Listes des communes de France.
| - La métropole de Lyon en France métropolitaine. - Carte des communes de la métropole de Lyon. |

Cette page recense les 58 communes de la métropole de Lyon au 1er janvier 2025.

## Liste des communes
La métropole de Lyon comprenait initialement 59 communes.
Au 1er janvier 2024, les communes d'Oullins et de Pierre-Bénite se sont regroupées pour former la commune nouvelle d'Oullins-Pierre-Bénite. Le nombre de communes passe de 59 à 58.
Le tableau suivant donne la liste des communes au 1er janvier 2025, en précisant leur code Insee, leur superficie, leur population et leur densité, d'après les chiffres de l'Insee issus du recensement 2022,.
| Nom                        | Code Insee | Gentilé         | Superficie (km2) | Population (dernière pop. légale) | Densité (hab./km2) | Modifier                                    |
| -------------------------- | ---------- | --------------- | ---------------- | --------------------------------- | ------------------ | ------------------------------------------- |
| Lyon (siège)               | 69123      | Lyonnais        | 47,87            | 520 774 (2022)                    | 10 879             | modifier les données · modifier les données |
| Albigny-sur-Saône          | 69003      | Albignolais     | 2,57             | 3 013 (2022)                      | 1 172              | modifier les données · modifier les données |
| Bron                       | 69029      | Brondillants    | 10,30            | 42 850 (2022)                     | 4 160              | modifier les données · modifier les données |
| Cailloux-sur-Fontaines     | 69033      | Cailloutains    | 8,69             | 2 951 (2022)                      | 340                | modifier les données · modifier les données |
| Caluire-et-Cuire           | 69034      | Caluirards      | 10,45            | 43 479 (2022)                     | 4 161              | modifier les données · modifier les données |
| Champagne-au-Mont-d'Or     | 69040      | Champenois      | 2,59             | 6 124 (2022)                      | 2 364              | modifier les données · modifier les données |
| Charbonnières-les-Bains    | 69044      | Charbonnois     | 4,13             | 5 272 (2022)                      | 1 277              | modifier les données · modifier les données |
| Charly                     | 69046      | Charlyrots      | 5,09             | 4 670 (2022)                      | 917                | modifier les données · modifier les données |
| Chassieu                   | 69271      | Chasselands     | 11,57            | 11 214 (2022)                     | 969                | modifier les données · modifier les données |
| Collonges-au-Mont-d'Or     | 69063      | Collongeards    | 3,78             | 4 604 (2022)                      | 1 218              | modifier les données · modifier les données |
| Corbas                     | 69273      | Corbasiens      | 11,88            | 11 196 (2022)                     | 942                | modifier les données · modifier les données |
| Couzon-au-Mont-d'Or        | 69068      | Couzonnais      | 3,11             | 2 541 (2022)                      | 817                | modifier les données · modifier les données |
| Craponne                   | 69069      | Craponnois      | 4,62             | 12 170 (2022)                     | 2 634              | modifier les données · modifier les données |
| Curis-au-Mont-d'Or         | 69071      | Curissois       | 3,03             | 1 186 (2022)                      | 391                | modifier les données · modifier les données |
| Dardilly                   | 69072      | Dardillois      | 13,99            | 8 980 (2022)                      | 642                | modifier les données · modifier les données |
| Décines-Charpieu           | 69275      | Décinois        | 17,01            | 29 905 (2022)                     | 1 758              | modifier les données · modifier les données |
| Écully                     | 69081      | Écullois        | 8,45             | 18 019 (2022)                     | 2 132              | modifier les données · modifier les données |
| Feyzin                     | 69276      | Feyzinois       | 9,64             | 9 727 (2022)                      | 1 009              | modifier les données · modifier les données |
| Fleurieu-sur-Saône         | 69085      | Fleurentins     | 2,91             | 1 549 (2022)                      | 532                | modifier les données · modifier les données |
| Fontaines-Saint-Martin     | 69087      | Saint-Martinois | 2,74             | 3 070 (2022)                      | 1 120              | modifier les données · modifier les données |
| Fontaines-sur-Saône        | 69088      | Fontainois      | 2,32             | 7 005 (2022)                      | 3 019              | modifier les données · modifier les données |
| Francheville               | 69089      | Franchevillois  | 8,18             | 15 664 (2022)                     | 1 915              | modifier les données · modifier les données |
| Genay                      | 69278      | Ganathains      | 8,49             | 5 632 (2022)                      | 663                | modifier les données · modifier les données |
| Givors                     | 69091      | Givordins       | 17,34            | 20 943 (2022)                     | 1 208              | modifier les données · modifier les données |
| Grigny-sur-Rhône           | 69096      | Grignerots      | 5,75             | 9 941 (2022)                      | 1 729              | modifier les données · modifier les données |
| Irigny                     | 69100      | Irignois        | 8,84             | 8 909 (2022)                      | 1 008              | modifier les données · modifier les données |
| Jonage                     | 69279      | Jonageois       | 12,11            | 6 109 (2022)                      | 504                | modifier les données · modifier les données |
| Limonest                   | 69116      | Limonois        | 8,39             | 3 933 (2022)                      | 469                | modifier les données · modifier les données |
| Lissieu                    | 69117      | Lissilois       | 5,66             | 3 193 (2022)                      | 564                | modifier les données · modifier les données |
| Marcy-l'Étoile             | 69127      | Marcyllois      | 5,37             | 3 711 (2022)                      | 691                | modifier les données · modifier les données |
| Meyzieu                    | 69282      | Majolans        | 23,01            | 36 437 (2022)                     | 1 584              | modifier les données · modifier les données |
| Mions                      | 69283      | Miolands        | 11,57            | 13 716 (2022)                     | 1 185              | modifier les données · modifier les données |
| Montanay                   | 69284      | Montanois       | 7,16             | 3 270 (2022)                      | 457                | modifier les données · modifier les données |
| La Mulatière               | 69142      | Mulatins        | 1,82             | 6 554 (2022)                      | 3 601              | modifier les données · modifier les données |
| Neuville-sur-Saône         | 69143      | Neuvillois      | 5,47             | 7 807 (2022)                      | 1 427              | modifier les données · modifier les données |
| Oullins-Pierre-Bénite      | 69149      |                 | 8,88             | 37 928 (2022)                     | 4 271              | modifier les données · modifier les données |
| Poleymieux-au-Mont-d'Or    | 69153      | Poleymoriots    | 6,21             | 1 394 (2022)                      | 224                | modifier les données · modifier les données |
| Quincieux                  | 69163      | Quincerots      | 17,72            | 3 620 (2022)                      | 204                | modifier les données · modifier les données |
| Rillieux-la-Pape           | 69286      | Rilliards       | 14,48            | 31 479 (2022)                     | 2 174              | modifier les données · modifier les données |
| Rochetaillée-sur-Saône     | 69168      | Rochetaillards  | 1,29             | 1 546 (2022)                      | 1 198              | modifier les données · modifier les données |
| Saint-Cyr-au-Mont-d'Or     | 69191      | Saint-Cyrôts    | 7,29             | 6 113 (2022)                      | 839                | modifier les données · modifier les données |
| Saint-Didier-au-Mont-d'Or  | 69194      | Désidériens     | 8,34             | 7 405 (2022)                      | 888                | modifier les données · modifier les données |
| Sainte-Foy-lès-Lyon        | 69202      | Fidésiens       | 6,83             | 21 893 (2022)                     | 3 205              | modifier les données · modifier les données |
| Saint-Fons                 | 69199      | Saint-Foniards  | 6,06             | 19 549 (2022)                     | 3 226              | modifier les données · modifier les données |
| Saint-Genis-Laval          | 69204      | Saint-Genois    | 12,92            | 21 329 (2022)                     | 1 651              | modifier les données · modifier les données |
| Saint-Genis-les-Ollières   | 69205      | Saint-Genois    | 3,74             | 5 370 (2022)                      | 1 436              | modifier les données · modifier les données |
| Saint-Germain-au-Mont-d'Or | 69207      | Saint-Germinois | 5,43             | 3 037 (2022)                      | 559                | modifier les données · modifier les données |
| Saint-Priest               | 69290      | San-Priods      | 29,71            | 49 193 (2022)                     | 1 656              | modifier les données · modifier les données |
| Saint-Romain-au-Mont-d'Or  | 69233      | Saromagnots     | 2,62             | 1 241 (2022)                      | 474                | modifier les données · modifier les données |
| Sathonay-Camp              | 69292      | Sathonards      | 1,96             | 7 039 (2022)                      | 3 591              | modifier les données · modifier les données |
| Sathonay-Village           | 69293      | Sathonards      | 5,15             | 2 418 (2022)                      | 470                | modifier les données · modifier les données |
| Solaize                    | 69296      | Solaizards      | 8,10             | 3 131 (2022)                      | 387                | modifier les données · modifier les données |
| Tassin-la-Demi-Lune        | 69244      | Tassilunois     | 7,79             | 22 819 (2022)                     | 2 929              | modifier les données · modifier les données |
| La Tour-de-Salvagny        | 69250      | Tourellois      | 8,43             | 4 460 (2022)                      | 529                | modifier les données · modifier les données |
| Vaulx-en-Velin             | 69256      | Vaudais         | 20,95            | 52 448 (2022)                     | 2 503              | modifier les données · modifier les données |
| Vénissieux                 | 69259      | Vénissians      | 15,33            | 66 701 (2022)                     | 4 351              | modifier les données · modifier les données |
| Vernaison                  | 69260      | Vernaisonnais   | 4,03             | 5 175 (2022)                      | 1 284              | modifier les données · modifier les données |
| Villeurbanne               | 69266      | Villeurbannais  | 14,52            | 162 207 (2022)                    | 11 171             | modifier les données · modifier les données |